# В'язівок (Лубенська міська громада)
В'язіво́к — село в Україні, у Лубенській міській громаді Лубенського району Полтавської області. До 2020 орган місцевого самоврядування — Михнівська сільська рада.  Населення становить 554 особи.

## Географія
Село В'язівок розміщене в межиріччі Сліпороду (до річки 1,5 км) і Сули (до річки 1,5 км). На північному заході межує з с. Чуднівці, на північному сході — з с. Терни, на південному заході — з с. Олександрівкою, на півдні — з с. Мацківці, на сході, за Сулою знаходиться с. Шершнівка.

## Історія
За Гетьманщини село В'язівок  входило до 2-ї Лубенської сотні Лубенського полку. 
Зі скасуванням полково-сотенного устрою на Лівобережній Україні село перейшло до Лубенського повіту Київського намісництва.
У ХІХ ст. В'язівок перебували у складі  Лубенської волості Лубенського повіту Полтавської губернії.
В 1923 році створена В'язівська сільська громада у складі Лубенського району Лубенського округи. Пізніше село перейде до Михнівської сільської ради (Лубенського р-ну Полтавської області), яка у 2016 році увійшла до Засульської сільської громади.
12 червня 2020 року, відповідно до розпорядження Кабінету Міністрів України № 721-р «Про визначення адміністративних центрів та затвердження територій територіальних громад Полтавської області», село увійшло до складу Лубенської міської громади.
19 липня 2020 року, в результаті адміністративно - територіальної реформи та ліквідації Лубенського району(1923-2020), село увійшло до складу новоутвореного Лубенського району.

## Політика

### Парламентські вибори, 2019
На позачергових парламентських виборах 2019 року у селі функціонувала окрема виборча дільниця № 530530, розташована у приміщенні клубу.
Результати
- зареєстровано 347 виборців, явка 58,79%, найбільше голосів віддано за «Слугу народу» — 49,75%, за Всеукраїнське об'єднання «Батьківщина» — 15,76%, за Радикальну партію Олега Ляшка — 10,84%.[5] В одномандатному окрузі найбільше голосів отримала Анастасія Ляшенко (Слуга народу) — 27,92%, за Фахраддіна Мухтарова (самовисування) — 20,81%, за Олексія Баганця (Всеукраїнське об'єднання «Батьківщина») — 13,71%[6].

## Економіка
- Молочно-товарна ферма.

## Населення
Згідно з переписом УРСР 1989 року чисельність наявного населення села становила 767 осіб, з яких 320 чоловіків та 447 жінок.
За переписом населення України 2001 року в селі мешкало 549 осіб.

### Мова
Розподіл населення за рідною мовою за даними перепису 2001 року:
| Мова       | Відсоток |
| ---------- | -------- |
| українська | 98,92 %  |
| російська  | 0,72 %   |
| білоруська | 0,18 %   |

## Об'єкти соціальної сфери
- Школа І-ІІ ст.

## Культові об'єкти
Вознесінська церква знищена комуністами. Найближча діюча церква знаходиться в с. Терни.